# Virus de la mosaïque de la mauve
Potexvirus malvae
Espèce
Potexvirus malvae, aussi appelé virus de la mosaïque de la mauve (MaMV, Malva mosaic virus), est un phytopathogène de la famille des Alphaflexiviridae . Il s'agit d'un Virus à ARN à polarité positive ((+)ssRNA). Il infecte la mauve commune (Malva negligea) ainsi que la Quinoa (Chenopodium quinoa). Son génome a une longueur d'environ 6 800 nucléotides et il contient cinq principaux cadres de lecture ouverts . Les connaissances issues de la découverte et de l'étude de ce virus ont servi à l'établissement de brevet d'invention auprès de l'Office européen des brevets en 2007.
Ce virus se manifeste notamment dans une caractéristique observable à l'œil nu par une décoloration différenciée du limbe foliaire, présentant des plages vert clair ou jaunes ou vert foncé, évoquant des motifs de mosaïque.

## Histoire
En 2007, une équipe de chercheuses et chercheurs de Québec, Centre de recherche en infectiologie (Université Laval) et du National Program on Environmental Health, Agriculture and Agri-Food Canada, isole un virus filamenteux depuis une Malva neglecta Wallr. (mauve commune). Celui-ci est mis en propagation dans une Chenopodium quinoa et  cultivé, cloné et la séquence nucléotidique complète est déterminée. Les données issues de l'expérience permettent de suggérer que le motif de l'ARN génomique pourrait être une marque distinctive dans le genre Potexvirus. Le nom Malva mosaic virus est proposé. L'analyse de la séquence d'acides aminés du génome a révélé que ce nouveau potexvirus est proche de l'Asparagus virus 3
(nommé Scallion Virus X (ScaVX) en 2007) et du Narcissus mosaic virus.